# George Simion
George-Nicolae Simion (Focșani, Vrancea, Rumunjska, 21. rujna 1986.) rumunjski je političar i građanski aktivist. 
Osnivač je i predsjednik Saveza za jedinstvo Rumunja (AUR), druge najveće političke stranke u oba doma rumunjskog parlamenta od 2024. do danas. Trenutno je kandidat na predsjedničkim izborima u Rumunjskoj 2025. godine. 
Počevši od 2004. godine, pod sloganom „Besarabija je Rumunjska”, Simion je organizirao brojne akcije i demonstracije promičući ponovno ujedinjenje Besarabije (Moldavije) s Rumunjskom. Vlasti u Republici Moldaviji zabranile su mu ulazak u zemlju, optužujući ga za sudjelovanje u akcijama destabilizacije države. 